# Schnittspur (Archäologie)

Oberarmknochen-Fragment eines Neandertalers mit Schnittspuren

Schnittspuren auf Tierknochen sind in der Archäologie ein Indiz dafür, dass diese Tiere von Menschen oder ihren homininen Vorfahren mit Steinwerkzeugen geschlachtet oder anderweitig genutzt wurden. Daher dienen Schnittspuren für den Beweis menschlicher Manipulationen in Fundvergesellschaftungen der älteren Urgeschichte. Kriterien wie regelhafte Querschnitte der Spuren dienen dabei zur Abgrenzung gegenüber Kratzern, die durch andere Beschädigungen (zum Beispiel Verbiss durch Karnivoren) oder Umlagerung im Sediment entstanden sind. Zur Bewertung von Schnittspuren sind neben ihrer Lage auf den Knochen vor allem Aufnahmen mit Auflicht-, Laserscan- oder Rasterelektronenmikroskopen von Bedeutung.

## Methodische Grundlagen
Belege oberflächiger Schnittspuren auf Knochen besitzen seit den Anfängen ihrer Interpretation einen hohen Stellenwert für den Beweis menschlicher Eingriffe in Fundensembles der Altsteinzeit. Die Regelmäßigkeit von Schnitten, die mit Steinwerkzeugen gezogen wurden, ist in Experimenten belegt worden und daher mit ähnlichen mikroskopischen Befunden am archäologischen Material vergleichbar. Alternativ können Schrammen an archäologischen Funden durch die Sedimentlast entstanden sein, oder durch Trampling (engl. Fachausdruck für Schrammen durch Begehung von Tieren oder Menschen). Veränderungen durch Oberflächenverwitterung der Knochen können recht gut durch Symptome taphonomischer Verwitterungsstadien beurteilt werden.
Methodische Kriterien zur Unterscheidung von Schnittspuren und anderen oberflächigen Schrammen sind folgende:
- Schnittspuren weisen relativ gerade Ränder auf. Im Querschnitt sind sie stets regelhaft V-förmig, spitz U-förmig oder trapezförmig, je nach eingesetzter Werkzeugkante. Da die Knochenhaut mit einer gerichteten Bewegung zerschnitten wird, entsteht oft ein Materialauswurf entlang der Spurenränder. Dieser „Schneepflug-Effekt“ kann je nach aufgesetztem Winkel des Feuersteinwerkzeugs symmetrisch oder eher einseitig ausgeprägt sein.[4] An archäologischem Material ist der Materialauswurf in aller Regel verwittert und nicht mehr existent.

- Die Tiefe von Schnittspuren beträgt in Experimenten meist weniger als 100 Mikrometer, wobei schon für diese Tiefe ein erheblicher Druck beim Schneiden ausgeübt werden muss.[7] Dabei leistet das Periost einen nicht zu unterschätzenden Widerstand, so dass Spuren von etwa 100 Mikrometer das Maximum an Eindringtiefe bei normalem Kraftaufwand darstellen.[4] Ein sehr hoher Kraftaufwand beim Schneiden verändert den Spurenquerschnitt von einem flachen, spitz-trapezoiden zu einem tiefen, V-förmigen Profil.[4] Bei waidmännischen Arbeitsabläufen gibt es jedoch keinen Grund, stark in die Knochenoberfläche zu schneiden.[8] Neue Untersuchungen bestätigen bei Experimenten mit Faustkeilen, dass auch hier die Eindringtiefen nicht mehr als 125 Mikrometer betragen.[9]

- Werkzeuge verschiedener Materialien weisen diagnostische Unterschiede auf. Auch hier ist vor allem der Spurenquerschnitt entscheidend[7], die Tiefe der Spuren dagegen weniger vom Material, sondern mehr von der subjektiven Handhabung der Werkzeuge abhängig. Während in einigen Experimenten mit Metallmessern tiefere und schärfere Spuren erzeugt wurden als mit Messern (Abschlägen) aus Feuerstein[10], wird von anderen Versuchen das Gegenteil beschrieben.[7]

- Schnittspuren sind meist Arbeitsspuren und sollten an anatomisch plausiblen Stellen liegen. Das heißt, dass ein Schneiden auf dem Knochen an der jeweiligen Stelle durch einen funktional nachvollziehbaren Arbeitsprozess erfolgt sein sollte. In Experimenten zur Tierzerlegung mit Steinwerkzeugen treten markante Schnittspuren selten auf.[4] Daher ist es eher notwendig, Gründe für ein massives Auftreten von Schnittspuren am archäologischen Objekt zu finden als für sehr schwache Spuren oder deren vollständiges Fehlen.[4][11]

Fasst man die Merkmale von Schnittspuren zusammen, so bietet die Profilcharakteristik zuverlässige Abgrenzungskriterien gegenüber anderen mechanischen Beschädigungen. Spureninterne Riefen („Striae“) sind hingegen kein Kriterium zur Identifikation einer Schnittspur, da diese auch bei Schrammen durch Großsäuger-Trampling auftreten.

## Schnittspuren an archäologischem Material

### Funktionale Schnittspuren
Funktional, das heißt durch Arbeitsabläufe entstandene Schnittspuren treten bei der Schlachtung von Nutz- und gejagten Tieren in regelhaften Anordnungen auf. Typische Schnittspurmuster entstehen zum Beispiel beim Enthäuten erlegter Tiere, da dann stets an den distalen Langknochen entsprechende Einschnitte vom Durchschneiden des Fells nachweisbar sind. Einen seltenen Spezialfall des Enthäutens stellt das Skalpieren menschlicher Schädel dar. Typische Spuren hinterlässt auch das Zerteilen der Karkassen, was auf das systematische Zerlegen an bestimmten Gelenkenden und Trennen der Muskelansätze zurückzuführen ist. Schlagspuren auf den Langknochen dienen zum Aufbrechen der Schäfte bzw. der Schaftenden, um an das Knochenmark zu gelangen.
Die ältesten, als gesichert angesehenen Schnittspuren sind annähernd so alt wie die bislang ältesten entdeckten Geröllgeräte. Bereits im Jahr 1999 wurden in Äthiopien, im Fundgebiet Mittlerer Awash auf der Awash-Halbinsel Bouri, etwa 2,5 Millionen Jahre alte Knochen gefunden, für die Modifikationen durch Schnittspuren mit Steinwerkzeugen geltend gemacht wurden. 2,4 Millionen Jahre alte Schnittspuren stammen von der Fundstelle Ain Boucherit in Algerien, rund 2 Millionen Jahre alt sich Schnittspuren aus der Fundstätte Kanjera Süd in Kenia.

### Nichtfunktionale Schnittspuren
Rund 300.000 Jahre alt sind Schnittspuren vom Fundplatz Bilzingsleben, von denen einige wegen ihrer ungewöhnlich regelhaften Anordnung als nichtfunktionale („nonutilitäre“) Gravuren diagnostiziert wurden.
Rund 120.000 Jahre alt ist das zehn Zentimeter lange Knochenfragment eines Auerochsen aus der Fundstätte Nesher Ramla (Israel) mit sechs parallelen, 38 bis 42 Millimeter langen Einkerbungen; das Objekt gilt als der älteste Beleg für eine abstrakte Veränderung von Gegenständen in der Levante durch Menschen aus der Epoche des Mittelpaläolithikums.

### Umstrittene älteste Schnittspurbelege
Die ältesten, auf ein Alter von 3,42 bis 3,24 Millionen Jahre datierten und von ihren Entdeckern im Jahr 2010 als Schnittspuren interpretierten Modifikationen an Knochen stammen aus der äthiopischen Fundstelle Dikika, südlich von Hadar. Sie wären damit indirekt der älteste Nachweis von Steinwerkzeugen und werden etwa gleich alten Fossilfunden von Australopithecus afarensis zugeordnet (vgl. DIK 1-1). Zugleich wären diese Spuren, sollte ihre Deutung Bestand haben, auch der älteste Beleg für den Verzehr von Fleisch und Knochenmark durch einen Homininen. Da im Bereich der Fundstelle DIK-55 und auch sonst nirgends in Fundschichten von Australopithecus afarensis Steinwerkzeuge, Abschläge oder von anderen Orten verschleppte Steine gefunden wurden, ist die Beweiskraft der Einkerbungen umstritten.
Zwei dieser Knochen (Archivnummer DIK-55-2 und DIK-55-3) weisen Kerben auf, die vor ihrer Fossilisation entstanden waren und angeblich „eindeutig“ auf den Gebrauch von Steinwerkzeugen verweisen, darunter Schneiden und Schlagen („including cutting and percussion“). Beim Fossil DIK-55-2 handelt es sich um das Fragment einer rechten Rippe eines Huftiers von mindestens der Größe einer Kuh mit V-förmigen, sich überkreuzenden Einschnitten und angeblich den typischen Merkmalen eines harten Aufschlags („hammerstone percussion mark“). DIK-55-3 ist das Fragment eines Oberschenkelknochens von einem ungefähr Ziegen-großen Jungtier aus der Gruppe der Rinderartigen mit zahlreichen Schnitt- und Kratzspuren, die gleichfalls als typisches Merkmal eines harten Aufschlags von einem als Hammer eingesetzten Stein gedeutet wurden. Die Schnitt- und Kratzspuren sind recht massiv („heavy“) im Vergleich zu Erkenntnissen, die im  Rahmen experimenteller Archäologie gewonnen wurden; dennoch wurden sie als typische Beschädigungen der Knochensubstanz interpretiert, wie sie beim Abschaben von Fleisch durch scharfe Steinwerkzeuge entstehen. Die Schlagspuren wurden als Anzeichen dafür gedeutet, dass die Knochen zerbrochen werden sollten, um ans Knochenmark zu gelangen.
Alternativ zur Interpretation als Schnittspuren können Zahnschrammen von Krokodilen in Betracht gezogen werden, deren Spurenmorphologie den gezeigten Fotos sehr ähnlich ist. Die Tatsache, dass es sich um Funde in ursprünglich lakustrinen Sedimenten handelt und Krokodilfossilien sehr häufig sind, gibt auch nach Ansicht von Tim White der Interpretation als Krokodilverbiss hohe Wahrscheinlichkeit. Da die Schrammen scharfe V-förmige Profile aufweisen, kämen zusätzlich auch andere Fleischfresser in Frage (Caniden, Feliden), die für Fundstellen des Pleistozäns als Alternativen zu Schnittspuren diskutiert werden.

### Schnitt- und Schlagspuren als Belege für Kannibalismus

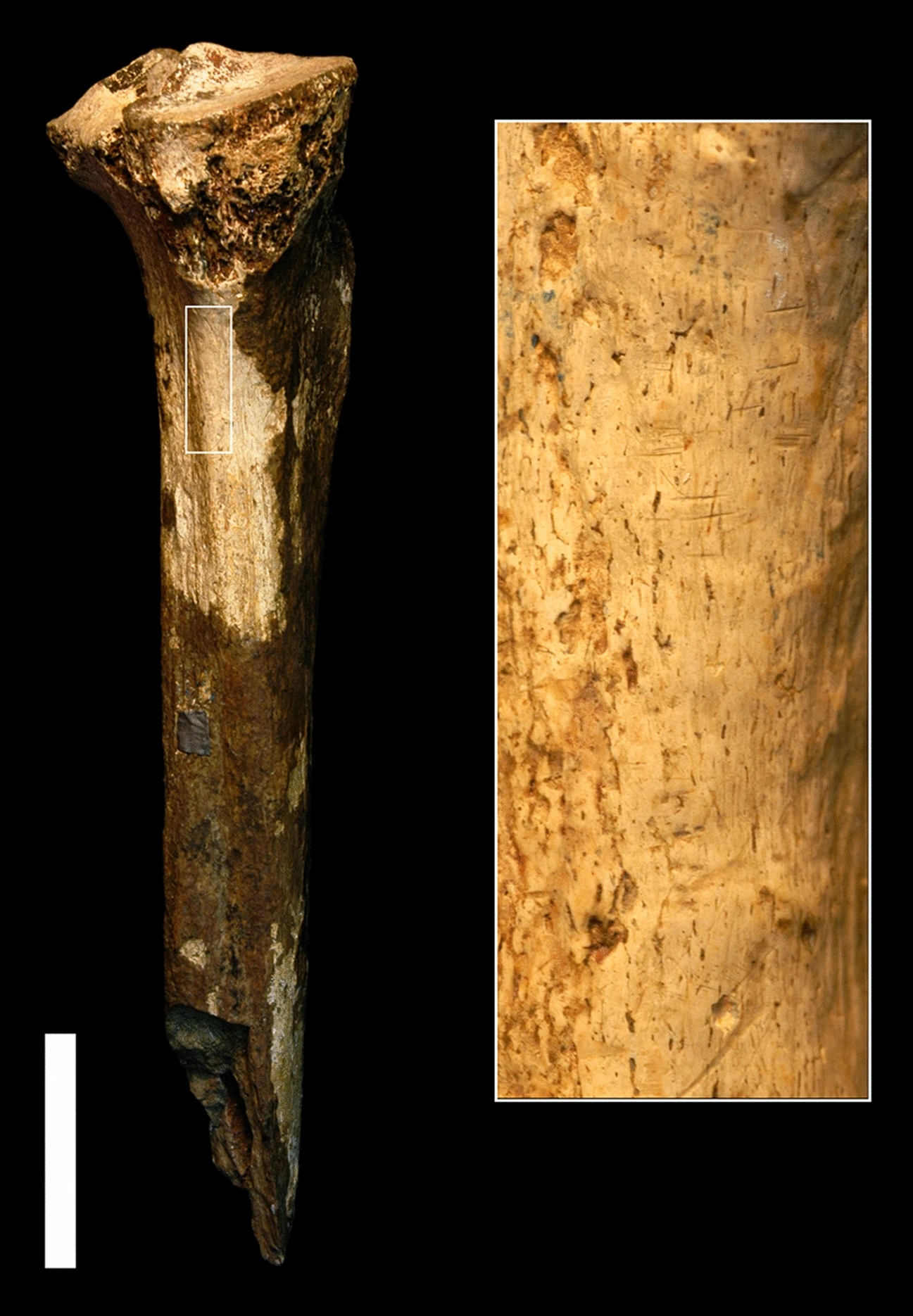
Schnittspuren auf dem homininen Schienbein-Knochen KNM-ER 741 aus Koobi Fora, datiert auf 1,45 Millionen Jahre (Markierung: 4 cm)

Neben funktionalen und nichtfunktionalen Schnittspuren auf Tierknochen wurden Schnittspuren in einigen Fällen als Belege für menschlichen Kannibalismus ins Feld geführt. Prominente Beispiele sind etwa 800.000 Jahre alte Knochen des Homo antecessor aus der Fundstelle Gran Dolina, einem Fundplatz im Karsthöhlengebiet der Sierra de Atapuerca (Spanien), oder der Schädel des Homo steinheimensis. Die forschungsgeschichtlich älteste Kannibalismus-Debatte auf der Basis von Schlag- und Schnittspuren entspann sich bereits Ende des 19. Jahrhunderts an den Neandertalerresten der Halbhöhle von Krapina (Kroatien). Solche vermeintlichen Belege können jedoch meist anhand mikroskopischer Untersuchungen entkräftet werden. Eine häufige Alternative, besonders bei altsteinzeitlichen Höhlenfundplätzen, bildet der Verbiss durch pleistozäne Tüpfelhyänen (sog. Höhlenhyänen), da Hyänen Beutereste oder Aas in die Höhlen eintragen und dort Depots anlegen. Eine entsprechende Diskussion wurde zum Beispiel zu den Schrammen auf Neandertalerknochen der italienischen Guattari-Höhle geführt.
Im Jahre 2010 wurde das bereits 1926 in La Quina (Südfrankreich) ausgegrabene Schädelfragment eines Neandertalers untersucht, auf dem sich nach Ansicht der Autoren Schlagspuren zeigen, die von der Benutzung des Knochens zum Retuschieren von Feuersteinartefakten herrühren. Damit wäre das menschliche Schädelfragment als Knochenwerkzeug verwendet worden.
Da forensische Grundmuster ebenso auf die Manipulation prähistorischer Skelette anwendbar sind, können bei Schnitt-, Schlag- und Hiebspuren auch Erkenntnisse aus der Rechtsmedizin einbezogen werden. In der Forensischen Anthropologie bilden diese eine Gruppe innerhalb der technischen Formspuren.

## Belege
1. ↑  Pat Shipman: Applications of Scanning Electron Microscopy to Taphonomic Problems. Annals of the New York Academy of Sciences 376, 1981, S. 357–385
2. ↑  Jill Cook: The Application of Scanning Electron Microscopy to Taphonomic and Archaeological Problems. In: Roe, D.A. (Hrsg.): Studies in the Upper Paleolithic of Britain and Northwest Europe. BAR International Series 296, 1986, S. 143–163
3. ↑  Lewis Binford: Bones: Ancient Men and Modern Myths. New York, 1981
4. 1 2 3 4 5 6  Leif Steguweit: Gebrauchsspuren an Artefakten der Hominidenfundstelle Bilzingsleben (Thüringen). Tübinger Arbeiten zur Urgeschichte, Band 2, VML Verlag, Rahden/Westf. 2003, ISBN 3-89646-852-9 (PDF-Download), S. 115–134
5. ↑  Sandra L. Olsen, Pat Shipman: Surface modification on bone: trampling versus butchery. Journal of Archaeological Science 15, 1988, S. 535–553, doi:10.1016/0305-4403(88)90081-7.
6. ↑  Anna Katherine Behrensmeyer: Taphonomic and ecologic information from bone weathering. In: Paleobiology. Band 4, 1978, S. 150–162, PDF-Download.
7. 1 2 3  Silvia M. Bello, Christophe Soligo: A new method for the quantitative analysis of cutmark micromorphology. In: Journal of Archaeological Science. Band 35, Nr. 6, 2008, S. 1542–1552, doi:10.1016/j.jas.2007.10.018.
8. ↑  Gary Haynes: Mammoths, Mastodonts & Elephants: Biology, Behavior, and the Fossil Record. Cambridge 1991
9. ↑  Bello, S.M., Parfitt, S.A., Stringer, C.: Quantitative micromorphological analyses of cut marks produced by ancient and modern handaxes. In: Journal of Archaeological Science. Band 36, 2009, S. 1869–1880, doi:10.1016/j.jas.2009.04.014.
10. ↑  Greenfield, H. J.: Distinguishing metal (steel and low-tin bronze) from stone (flint and obsidian) tool cut marks on bone: an experimental approach. In: Mathieu, J.R. (Hg.): Experimental Archaeology: Replicating Past Objects, Behaviors and Processes. British Archaeological Reports, International Series 1035, 2002, S. 35–54
11. 1 2  Leif Steguweit: Schnittspur oder Tierverbiss? Ein Beitrag zu Modifikationen auf pleistozänen Knochenoberflächen. In: R. de Beauclair, S. C. Münzel und H. Napierala (Hrsg.): Knochen pflastern ihren Weg. Festschrift für Margarethe und Hans-Peter Uerpmann. Rahden/Westf. (M. Leidorf), 2009, S. 247–258 (PDF-Download)
12. ↑  Haynes, G.: Mammoths, Mastodonts & Elephants: Biology, Behavior, and the Fossil Record. Cambridge 1991, S. 158–164
13. ↑  Hubert Berke: Archäozoologische Detailuntersuchungen an Knochen aus südwestdeutschen Magdalènien-Inventaren. Urgeschichtliche Materialhefte 8, 1987, Tübingen, S. 1–146
14. ↑  Susanne C. Münzel: Umingmak, ein Moschusochsenjagplatz auf Banks Islands, N.W.T., Canada. Urgeschichtliche Materialhefte 5/2,  Tübingen 1987.
15. ↑  S. Semaw, P. Renne, J. W. K. Harris, C. S. Feibel, R. L. Bernor, N. Fesseha und K. Mowbray: 2.5-million-year-old stone tools from Gona, Ethiopia. In: Nature. Band 385, 1997, S. 333–336, doi:10.1038/385333a0.
16. ↑  Sileshi Semaw: The World’s Oldest Stone Artefacts from Gona, Ethiopia: Their Implications for Understanding Stone Technology and Patterns of Human Evolution Between 2.6–1.5 Million Years Ago. In: Journal of Archaeological Science. Band 27, 2000, S. 1197–1214, doi:10.1006/jasc.1999.0592.
17. ↑  Jean de Heinzelin et al.: Environment and Behavior of 2.5-Million-Year-Old Bouri Hominids. In: Science, Band 284, Nr. 5414, 1999, S. 625–629, doi:10.1126/science.284.5414.625.
18. ↑  Mohamed Sahnouni et al.: 1.9-million- and 2.4-million-year-old artifacts and stone tool–cutmarked bones from Ain Boucherit, Algeria. In: Science. Band 362, Nr. 6420, 2018, eaau0008S, S. 1297–1301, doi:10.1126/science.aau0008.
 Strongest evidence of early humans butchering animals discovered in North Africa. Auf: sciencemag.org vom 29. November 2018.
19. ↑  Joseph V. Ferraro et al.: Earliest Archaeological Evidence of Persistent Hominin Carnivory. In: PLoS ONE. Band 8, Nr. 4, 2013, e62174, doi:10.1371/journal.pone.0062174.
20. ↑  Leif Steguweit, Karel Valoch: Zur Frage nonutilitärer Schnittspuren in den mittelpleistozänen Fundstellen Bilzingsleben und Stránská skála. In: Quartär. Band 53/54, 2006, S. 21–32, doi:10.7485/QU53_02.
21. ↑  Marion Prévost et al.: Early evidence for symbolic behavior in the Levantine Middle Paleolithic: A 120 ka old engraved aurochs bone shaft from the open-air site of Nesher Ramla, Israel. In: Quaternary International. Online-Vorabveröffentlichung vom 20. Januar 2021, doi:10.1016/j.quaint.2021.01.002. Abbildung.
22. 1 2 3 4  Shannon P. McPherron et al.: Evidence for stone-tool-assisted consumption of animal tissues before 3.39 million years ago at Dikika. In: Nature. Band 466, 2010, S. 857–860, doi:10.1038/nature09248
23. ↑  stern.de: 3,4 Millionen Jahre alte Funde: Lucys Zeitgenossen benutzten Werkzeug (Zugriff am 12. August 2010).
24. ↑  Manuel Domínguez-Rodrigo et al.: Configurational approach to identifying the earliest hominin butchers. In: PNAS. Band 107, Nr. 49, 2010, S. 20929–20934, doi:10.1073/pnas.1013711107.
25. ↑  „Supplementary information“ zum Artikel in Nature (PDF; 13,3 MB), S. 22 (mit zahlreichen Abbildungen)
26. ↑  Yonatan Sahle, Sireen El Zaatari und Tim White: Hominid butchers and biting crocodiles in the African Plio–Pleistocene. In: PNAS. Band 114, Nr. 50, 2017, S. 13164–13169, doi:10.1073/pnas.1716317114.
27. ↑  Jackson K. Njau, Robert J. Blumenschine: A diagnosis of crocodile feeding traces on larger mammal bone, with fossil examples from the Plio-Pleistocene Olduvai Basin, Tanzania. In: Journal of Human Evolution. Band 50, Nr. 2, 2006, S. 142–162, doi:10.1016/j.jhevol.2005.08.008.
28. ↑  „Der Schrecken der Schimpansenforscher“ (FAZ vom 2. November 2010)
29. ↑  Leif Steguweit, Ralf-Dietrich Kahlke: Cut Marks and other Indication: Archaeologists´ Imagination, Experimental Approach and the Early Pleistocene Site of Untermassfeld (Central Germany). Hugo Obermaier Conference, 2014 doi:10.12853/POSTER.NESPOS.0044, (PDF (Memento vom 14. Mai 2014 im Internet Archive), 1,7 MB)
30. ↑  Briana Pobiner, Michael Pante und Trevor Keevil: Early Pleistocene cut marked hominin fossil from Koobi Fora, Kenya. In: Scientific Reports. Band 13, Artikel-Nr. 9896, 2023, doi:10.1038/s41598-023-35702-7.
31. ↑  Y. Fernández-Jalvo, J.C. Déz, J.M. Bermúdez de Castro, E. Carbonell u. J. L. Arsuaga: Evidence of early Cannibalism. In: Science. Band 271, 1996, S. 269–270, doi:10.1126/science.271.5247.277.
32. ↑  Eudald Carbonell et al.: Cultural Cannibalism as a Paleoeconomic System in the European Lower Pleistocene: The Case of Level TD6 of Gran Dolina (Sierra de Atapuerca, Burgos, Spain). Current Anthropology 51, August 2010, S. 539–549, doi:10.1086/653807.
33. ↑  Erik Trinkaus: Cannibalism and burial at Krapina. In: Journal of Human Evolution. Band 14, Nr. 2, 1985, S. 203–216, doi:10.1016/S0047-2484(85)80007-5.
34. 1 2  Jörg Orschiedt: Manipulationen an menschlichen Skelettresten. Taphonomische Prozesse, Sekundärbestattungen oder Kannibalismus? Tübingen, MoVince-Verlag, 1999
35. ↑  Jörg Orschiedt: Zur Frage der Manipulationen am Schädel des „Homo steinheimensis“. In: Ingo Campen, Joachim Hahn, Margarethe Uerpmann (Hrsg.): Spuren der Jagd - Die Jagd nach Spuren. Festschrift Prof. Hansjürgen Müller-Beck. Tübinger Monographien zur Urgeschichte, Band 11, Tübingen 1996, S. 467–472.
36. ↑  Nicholas Toth und Tim White: Assessing the ritual cannibalism hypothesis at Grotta Guattari. In: Quaternaria Nova. Band 1, 1990, S. 213–222.
37. ↑   Tim White und Nicholas Toth: The Question of Ritual Cannibalism at Grotta Guattari. In: Current Anthropology. Band 32, Nr. 2, 1991, S. 118–138, doi:10.1086/203931.
38. ↑  C. Verna, F. d’Errico: The earliest evidence for the use of human bone as a tool. In: Journal of Human Evolution. Band 60, Nr. 2, 2012, doi:10.1016/j.jhevol.2010.07.027.